# 新上铁实业发展集团
上海新上铁实业发展集团有限公司简称新上铁集团，是中国铁路上海局集团独资的铁路客站商业开发经营的专业公司，下设上海分公司、南京分公司、浙江分公司和合肥分公司，范围覆盖上海局集团旗下上海市、江苏省、浙江省和安徽省内186个车站、1623个商铺（其中自营门店19个），商业面积超过11万平方米。另设有自营线下及电商零售品牌“旅途易购”。
公司成立于1992年，最初负责上海铁路局上海、苏州和无锡地区非运输业经营资产运营和管理，包括商贸、票务、保洁、餐车供应、配货等涉及站车客运服务等。2012年公司重组转型，成为全局客站商业管理的专业公司。

## 图片

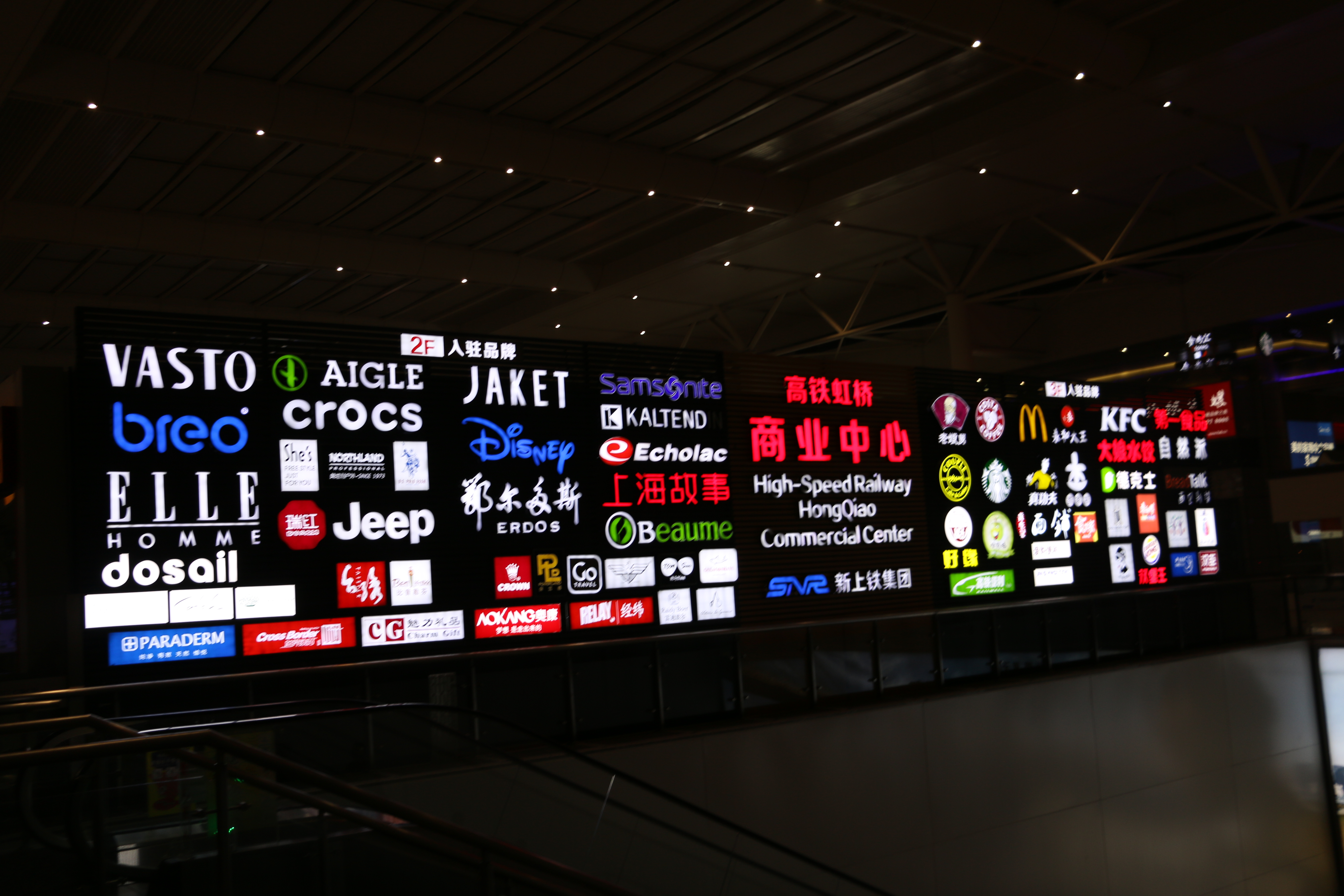
新上铁集团在上海虹桥站的“高铁虹桥商业中心”
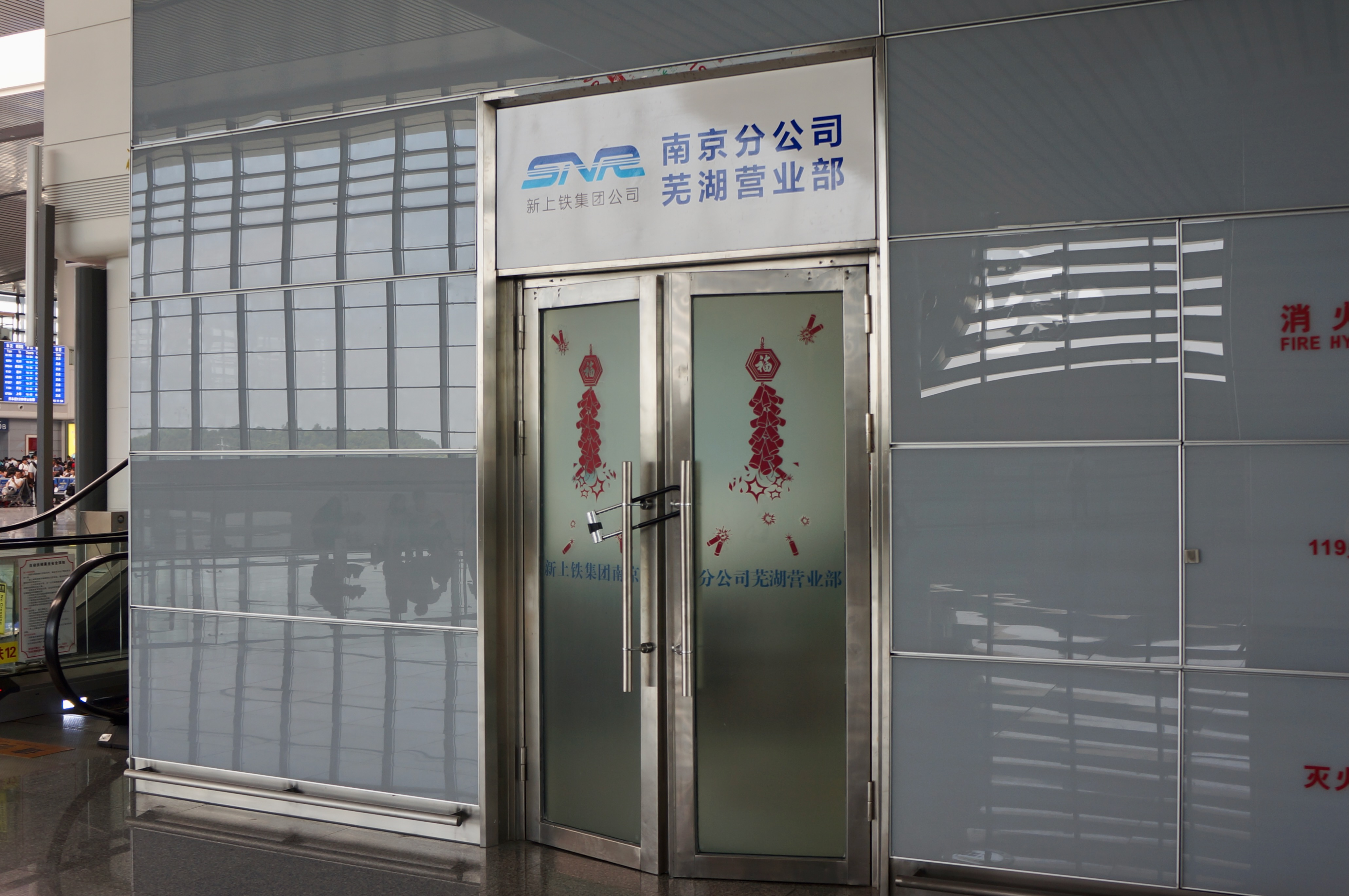
南京分公司芜湖站营业部